# Toshiki Toya
Toshiki Toya (東家 聡樹 Toya Toshiki?), född 20 april 1997 i Kumamoto prefektur, är en japansk fotbollsspelare.
Toya började sin karriär 2020 i Avispa Fukuoka. 2021 flyttade han till FC Imabari.